# Я жива
«Я жива» — 13-й студийный и 8-й русскоязычный альбом украинской певицы Ани Лорак. Релиз состоялся 12 ноября 2021 года под руководством лейбла Warner Music Russia. Пред-заказ альбома и трек «Он» были открыты 22 октября в Apple Music. В лонгплей вошло 12 треков, 6 из которых уже были выпущены ранее. Сингл «Твоей любимой» (2020) не вошёл в финальный трек-лист. В альбом вошло 5 треков, сделанных группой 90210 и 7 треков, аранжировки к которым написал Михаил Кошевой, с которым певица работает не первый год.

## Об альбоме
Осенью 2021 года поклонники Дивы стали свидетелями невероятной музыкальной истории — Ани Лорак представила 13-й студийный альбом. 12 ноября Лорак впустила слушателей в свой новый музыкальный мир — лонгплей чувственных женских историй, лейтмотивом которого стали реальные эпизоды из жизни артистки. Эта студийная работа состоит из 12 треков, каждый из которых несёт в себе особый смысл и уникальную гамму эмоций, оформленную в чувственный симбиоз голоса и музыки. Это искренняя история о личных переживаниях сильной и волевой женщины, которая, спустя немало душевных драм, не потеряла веру в себя и в любовь. «Я жива» — это глубокий разговор со своим слушателем о личном. Музыкальная энергетика альбома погружает поклонников певицы в разные эмоции и настроения, а откровенная лирика станет той самой нитью, которая соединит миллионы сердец по всему миру.
«Я с вами в каждом переживании. Я знаю, как это больно, когда предают, когда рушится мир и кажется, что не будет света. С любовью умирает часть тебя, но приходит новый день, и с лучами солнца в душе поселяется вера и надежда, что все будет хорошо. Ты открываешь глаза и говоришь себе: Я жива»Ани Лорак об альбоме

## Синглы
В поддержку альбома было выпущено 4 официальных сингла и 3 промосингла. Информация о них представлена ниже.
- Страдаем и любим — первый официальный сингл в поддержку данного альбома. Релиз трека состоялся 16 октября 2020 года.[4] Проникновенная баллада «Страдаем и любим» очень близка певице — она основана на реальных событиях. Песня рассказывает о чувствах влюблённых людей: как порой всё непросто и неоднозначно. Авторы слов — Ани Лорак и композитор Евгений Лишафай, с которым артистка сотрудничает уже не первый раз. Именно он написал «Твоей любимой», «Сон» и «Обещаю», а также является соавтором суперхита «Сопрано».[5]

Когда я услышала мелодию, с первых секунд она отозвалась в сердце. Я сразу поняла: эта песня должна быть в моём репертуаре. И мы приступили к работе над текстом. Я прожила эту песню от начала и до конца, потому что совсем недавно испытывала подобные чувства, это моя личная история. «Страдаем и любим» — очень многогранная композиция, как, собственно, и само чувство Любовь. Ведь в нём могут сочетаться очень разные эмоции: радость и боль, спокойствие и тревога, слёзы и безграничное счастье. Уверена, в этом треке каждый найдёт что-то своё.Ани Лорак о песне «Страдаем и любим»
Премьера видеоклипа состоялась 24 ноября 2020 года. Режиссёром клипа выступил Александр Кураксин, с которым артистка работает впервые. В нём Ани Лорак предстает как некий наблюдатель и олицетворение душевности, незримого голоса, который есть в каждом из нас. Она сопереживает героям и хочет донести важную истину. События в клипе разворачиваются на закрытой вечеринке, в доме, увлекающем своим антуражем и разнообразием персонажей. Истории героев переплетаются между собой, раскрывая всю палитру чувств между людьми: от страсти до разочарования, от привязанности до безразличия, от счастья до безысходности. Все как в обычной жизни — контраст эмоций и ощущение, что личные переживания важнее чьих-то других. Отдельное внимание привлекают яркие, экстравагантные fashion-луки гостей вечеринки и кардинально противоположные образы Ани Лорак, которые были созданы дизайнером Ксенией Авакян специально для этого видео. Первый — светлый, напоминающий о том, что любовь — это созидание, возрождение. Второй — дерзкий, немного эмансипированный образ богини любви.
Сюжет клипа родился практически сразу, как и представление о локации, где должны проходить съемки. Изучив творчество Ани Лорак, нам захотелось привнести новое видение, показать артиста с другой стороны, и тем самым удивить поклонников – это было главной задачей. Мы не стремились показать обычный хэппи-энд, ведь жизнь более многогранна. И даже страдания зачастую ведут к чему-то большему и светлому.Александр Кураксин о клипе «Страдаем и любим»
Эта работа пронизана эмоциональными переживаниями, потому что любовь так или иначе немыслима без страданий. Неважно, какой опыт вы получили, даже если однажды вам сделали больно. Жизнь продолжается. Любовь все равно прекрасна. Нужно сохранять способность любить, открывать свою душу, ведь в этом и заключается главный смысл.Ани Лорак о клипе «Страдаем и любим»
- Наполовину — второй официальный сингл в поддержку данного альбома. Релиз трека состоялся 25 февраля 2021 года. Поклонники артистки давно ждали выхода лирической композиции, ведь, как известно, Ани Лорак славится своим уникальным творческим почерком — передавать драматические истории с помощью голоса. Именно такие песни находят наибольший отклик у многомиллионной аудитории певицы.[8]

История очень близка мне. Строки “Стань счастливей, слышишь, но не любой ценой, если третий лишний” глубоко открывают смысл всей песни. Это о сильной, волевой личности, которая прошла через ошибки и разочарования, но тем не менее, сохранила в себе свет. У неё остались силы, чтобы выйти и легко рассказать эту историю публике.Ани Лорак о песне «Наполовину»
Премьера видеоклипа состоялась 26 февраля 2021 года. Режиссёром клипа выступила Катя Царик. Это первая видео-работа Ани Лорак в 2021 году. Экранизация «Наполовину» — важное напоминание о том, что любовь — это таинство двух душ, и она не терпит вмешательства со стороны. В основе сюжета лежит любовный треугольник, основанный на личной истории. В клипе Ани Лорак впервые сыграла саму себя — артистку, которая со сцены камерного зала транслирует историю своей жизни.
Сразу после того, как я впервые услышала песню, мы вместе решили вернуться к классическому повествованию о любовном треугольнике. Мы хотели показать, что это тяжелое испытание для каждого участника истории. Когда художник чувствует мгновенное доверие к своему труду, творить легко и приятно.Катя Царик о клипе «Наполовину»
- Раздетая — третий официальный сингл в поддержку данного альбома. Релиз трека состоялся 28 мая 2021 года. Этот сингл — саундтрек лета 2021 года, посвящённый любви на расстоянии. Искренняя музыкальная история от первого лица вдохновляет слушателей отдаться главному чувству и быть счастливыми в моменте.[11]

Премьера видеоклипа состоялась в день релиза песни — 28 мая. Режиссёром клипа выступила Катя Царик. Локацией для экранизации романтического сюжета был выбран один из самых живописных островов на Мальдивах. Съёмочный процесс длился три дня, а режиссёром выступила Катя Царик. Роль главного героя исполнил известный украинский актёр Олег Загородний. Во время съёмок Ани Лорак без страховки и специального обучения впервые погрузилась под воду в открытом океане. Приходилось надолго задерживать дыхание, в длинном платье со шлейфом запутывались ноги, но, несмотря на все трудности, артистке удалось осуществить задуманное режиссёром. В видеоклипе Дива сменила четыре образа, которые сполна раскрывают Ани как музу, вдохновляющую своего избранника не только красотой, но и необъятной женской энергией.
Главный лейтмотив видео – нужно крепко держать свою мечту. Собственно, как и в жизни. Когда мы встречаем любовь, важно, не растерять это чувство, несмотря на все внешние силы и преграды.Ани Лорак о клипе «Раздетая»
- Бачила — четвёртый официальный сингл в поддержку данного альбома. Релиз трека состоялся состоялся 24 сентября 2021 года. Это единственная песня в альбоме на украинском языке. На протяжении 14 лет поклонники артистки ждали выхода песни на её родном языке, о чём неоднократно писали в комментариях в социальных сетях. По словам артистки, она давно планировала презентовать трек на украинском, но очень тщательно подходила к выбору песни. Спустя годы поисков, Ани Лорак сама написала лирическую композицию, которая благодаря уникальному вокалу по-особенному трогательно раскрывает внутренний мир певицы. «Бачила» — это мелодичный симбиоз приятной меланхолии и личных переживаний. Как говорит Ани Лорак, это воспоминание-исповедь о том, что даже простившись с любовью, она не простится с тобой, а будет жить в сердце, несмотря ни на что.[14]

Премьера видеоклипа состоялась в день релиза песни — 24 сентября. Режиссёрами клипа выступили Станислав Морозов и Антон Фурса. Визуальный ряд «Бачила» переполнен образами и символизмом. История берет свое начало с библейской легенды о Самсоне и Далиле, когда, отрезав волосы, героиня теряет свою силу. Обнаженная душой и ранимая, Ани Лорак передает внутреннюю боль с помощью символов и национальных элементов. В видео Ани Лорак появляется в трех уникальных образах ручной работы. Один из нарядов — вышиванка глубокого красного цвета — был создан вышивальщицами с Буковины — родины артистки — и отражает этнический код этого края. Чтобы создать эффект объёма-облёта, сохраняя при этом пластику и движение артиста, для съемок клипа впервые использовалась технология Bullet Time из 25 камер, которая работала не в режиме серийной фотосъемки, а в режиме видеосъёмки.
Я написала слова из глубины своего сердца. В дополнение, мне хотелось создать особенный визуальный ряд. Клип очень тонко и точно отражает мое внутреннее состояние.Ани Лорак о песне и клипе «Бачила»

### Промосинглы
Он — первый промо-сингл в поддержку данного альбома. Релиз трека состоялся 22 октября 2021 года, совместно с открытием пред-заказа альбома. Автором песни выступил Олег Влади. По звучанию трек получился лирическим, но с лёгкими нотами поп-хауса и электроники.
Не отпускай меня — второй промо-сингл в поддержку данного альбома. Песня стала доступна для прослушивания 5 ноября 2021 года. Она является сольной версией песни «Не отпускай», которую Ани Лорак представила в августе этого же года, совместно с Сергеем Лазаревым. По звучанию трек получился очень чувственный, медленный и лирический.
Верила — третий официальный промо-сингл в поддержку альбома «Я жива». Релиз трека состоялся 12 ноября вместе с альбомом. 18 ноября было представлено mood-video на эту песню. Авторами выступили Никита Киселев и Дмитрий Хомич. Это лирическая композиция, которая была записана ещё несколько лет назад. Примечательно, что песня была записана в тяжёлые моменты для Каролины в личной жизни. Многие поклонники называют эту песню самой любимой в новом альбоме.

## Оценки критиков
| Оценки критиков | Оценки критиков |
| Источник        | Оценка          |
| --------------- | --------------- |
| InterMedia      | 6,5/10          |

Музыкальный журналист и критик Алексей Мажаев из InterMedia дал альбому свою рецензию и оценку 6,5 из 10, отметив что альбому не хватает стилистического разнообразия.

## Список композиций
Информация об авторах песен взята из сведений к каждой песни со Spotify.
| №                   | Название            | Автор(ы)                                                      | Длительность |
| ------------------- | ------------------- | ------------------------------------------------------------- | ------------ |
| 1.                  | «Страдаем и любим»  | Евгений Лишафай • Каролина Куёк                               | 3:15         |
| 2.                  | «Наполовину»        | Анна Герасимик • Олеся Лиходед                                | 3:22         |
| 3.                  | «Не отпускай меня»  | Алёна Попова • Андрей Сторож                                  | 3:39         |
| 4.                  | «Раздетая»          | Егор Глеб • Егор Головин • Ольга Светличная                   | 3:19         |
| 5.                  | «Бачила»            | Каролина Куёк • Глеб Чёрный • Егор Глеб                       | 2:45         |
| 6.                  | «Полюбила»          | Егор Глеб • Евгений Лишафай • Константин Горшунов             | 3:31         |
| 7.                  | «Не убил, но ранил» | Мария Якубовская • Вячеслав Бодолика                          | 3:55         |
| 8.                  | «Он»                | Олег Влади                                                    | 3:00         |
| 9.                  | «Зависима»          | Алёна Попова • Андрей Сторож • Анна Герасимик • Олеся Лиходед | 3:38         |
| 10.                 | «Верила»            | Дмитрий Хомич • Никита Киселёв                                | 3:29         |
| 11.                 | «Стала сильней»     | Каролина Куёк • Глеб Чёрный • Егор Глеб • Ольга Светличная    | 3:28         |
| 12.                 | «Я жива»            | Андрей Осадчук                                                | 3:10         |
| Общая длительность: | Общая длительность: | Общая длительность:                                           | 40:31        |

## Видеоклипы
1. «Страдаем и любим» — режиссёр Александр Кураксин.[23]
2. «Наполовину» — режиссёр Катя Царик.[24]
3. «Раздетая» — режиссёр Катя Царик.[25]
4. «Бачила» — режиссёр Станислав Морозов и Антон Фурса.[26]

### Mood Video
1. «Верила» — режиссёр Данил Головкин.[27]